# وونجونغ ملك جوسون
وونجونغ (ولد في 22 يونيو 1580 ومات في 29 ديسمبر 1619) أمير مملكة جوسون , اسمه الشخصي هو يي بو (이부 | 李琈) أعطي اللقب ’’الأمير الداخلي العظيم‘‘ لأنه والد الملك إنجو . هو ابن الملك سونجو غير الشرعي من إنبن كيم , ووالدته بالتبني هي الملكة وين , هو الأخ غير الشقيق للملك غوانغهاي الملك الخامس عشر في جوسون . ساعد والده في الهرب من العاصمة أثناء غزو اليابان لكوريا .

## حياته

### مولده
ولد الأمير في 22 يونيو 1580 من السيدة إنبين كيم في قصر غيونغبوك وهو الابن الثالث لها .
في 1587 تم اختيار العديد من النساء للزواج , وتم اختيار الفتاة التي أصبحت فيما بعد الملكة إنهون . وأنجبت له ابنه الملك إنجو ملك مملكة جوسون السادس عشر . في 1592 (السنة الخامسة والعشرين من حكم الملك سونجو) بدأت الحرب مع اليابان .

### النشاطات
شارك الأمير في العديد من الأنشطة في 1610 , حيث مثل هو ومجموعة تابعة لولي العهد , الدولة في شهر أبريل . وفي 1611 أخذ يدرب العديد من الناس .
عندما شعر الملك غوانغهاي بالخطر , قام بمنعه من أي نشاط سياسي . وعندما مات ابن الملك غوانغهاي , ظن أنها مؤامرة منه .

### في آخر حياته
كان الأمير يحب الشرب , وفقاً لمذكرات الملك غوانغهاي فإن الأمير كان يكثر من الشرب حتى أصبح مريضاً .
في 1619 مات الأمير وعمره 39 عاماً .

### بعد موته
دفن الأمير في مقاطعة غيونغي في مدينة غيمبو في مقبرة جانغرينغ .

## الأسرة
- الأب : الملك سونجو .
- الأم بالتبني : الملكة وين .
  - الأم الحقيقية : إنبن كيم .
- الزوجات وأبناءهن :
  - الملكة إنهون , أنجبت :
    - الأمير العظيم نينغيانغ , (능양대군 종 | 綾陽大君 倧) , الابن الأول .
    - الأمير العظيم نينغوون , (능원대군 보 | 綾原大君 俌) , الابن الثاني .
    - زوجة ابنه : يو منهوا عقيلة الأمير .[1]
    - الأمير العظيم نينغتشانغ , (능창대군 전 | 綾昌大君 佺) , الابن الثالث .

  - السيدة كيم : (김씨 | 金氏) , أنجبت :
    - ابن غير شرعي : الأمير نينغبنغ ميونغ ,(능풍군 명 | 綾豐君 佲) , مات صغيراً .

## اسمه الكامل بعد الوفاة
- وونجونغ غونغريانغ غيونغدوك إنهون جونغموكجانغ الملك العظيم هيو .
- 원종공량경덕인헌정목장효대왕 .
- 恭良敬德仁憲靖穆章孝大王 .